# Benoit Chaumont
Pour les articles homonymes, voir Chaumont.
Benoit Chaumont, né le 22 avril 1978, est un journaliste, reporter et réalisateur de documentaires français.
Il a principalement incarné une rubrique dans l’émission L’Effet papillon intitulé Dictature Tour où il se rend dans les pays les plus fermés au monde comme la Corée du Nord ou l’Iran de 2013 à 2018.
Il est actuellement rédacteur en chef de l’émission C dans l'air sur France 5.

## Biographie

### Vie privée et formation
Il est né le 22 avril 1978 en France. Durant son enfance, il a vécu près de quinze ans dans une caserne du fait que son père était garde républicain. Après avoir effectué une école de journalisme à Paris, il entre dans la rédaction de la chaîne I-Télé où il reste un tiers du temps en alternance.

### Audiovisuel
Il travaille ensuite cinq ans pour l’émission politique de Canal +, Dimanche + de 2008 à 2013 avant que l’agence Capa pour qui il travaillait depuis 2008, lui propose un poste de grand reporter pour l’émission L'Effet papillon qu’il accepte par la suite et il y reste jusqu’à l’arrêt de l’émission jusqu’en 2018. Par ailleurs, il travaille régulièrement en tant que reporter pour l’émission Spécial Investigation jusqu’en 2016.
Après l’arrêt de l’émission L'Effet papillon en 2018, il se lance dans la réalisation de documentaires pour France télévisions. Durant sa carrière de journaliste, il a visité près de cinquante pays dans le monde.